# Ștefan Bologan
Ștefan Bologan a fost un politician moldovean, ales în Sfatul Țării. 

## Sfatul Țării
Ștefan Bologan, de naționalitate moldovean, a fost ales în Sfatul Țării la primul Congres al militarilor moldoveni din toată Rusia, ținut în octombrie 1917.